# Monastero della Santa Croce (Figline Valdarno)
Il monastero della Santa Croce si trova a Figline Valdarno, in provincia di Firenze.

## Storia
Il Monastero e la chiesa furono fondati nel 1542 dalla Compagnia della santa Croce annessa alla chiesa di San Francesco per sopperire alla mancanza a Figline di un Monastero femminile che accogliesse le fanciulle che sentissero la vocazione, fu posto sotto la regola agostiniana e ceduto alle suore Agostiniane provenienti dal convento fiorentino di Santa Maria di Candeli in via dei Pilastri ed ebbe subito un grande sviluppo. Di fatto è uno dei primi monasteri femminili dell'ordine fondati in valdarno, dopo quello di San Giovanni Valdarno (1529), ma prima di quelli di Castelfranco (1560) e di quello di Montevarchi (1564), evidente prova di un significativo sviluppo di quell'Ordine nel Valdarno.
Nel 1592 si procedette all'erezione dell'altare maggiore e soprattutto alla trasformazione della chiesa con la realizzazione degli ambienti non accessibili al popolo perché riservati alle monache. Nel 1674 si provvede invece, sempre a spese della Compagnia di Santa Croce ad ampliare il Monastero, mentre in chiesa, nel 1684 Suor Maria Costanza Ermini e sua nipote Suor Maria Teresa Bracci, eredi di Padre Francesco Ermini, segretario fino dal 1646 del cardinale Carlo dei Medici, eressero l’altare laterale destro dedicandolo al Santissimo Crocifisso.
Nel 1744 la chiesa subì un importante intervento di ammodernamento che interessò i tre altari in pietra erano dedicati quello maggiore al Transito di San Giuseppe; quello di destra al S.S. Crocifisso; quello di sinistra a Sant'Agostino. Quest'ultimo recava una tela con il Battesimo di Sant'Agostino oggi all'interno del convento. Le pareti che furono decorate ed ornate con stucchi ed il pavimento che venne rifatto.
Dopo la soppressione napoleonica, il Monastero fu riaperto nel 1814 ed ebbe bisogno di un nuovo restauro nel 1818, come la chiesa successivamente, nel 1856.

## Descrizione
La chiesa, preceduta da un atrio colonnato tardocinquecentesco, ha un'unica navata con tre altari in pietra serena ai lati. L'attuale aspetto della navata è il risultato di un intervento di ristrutturazione iniziato negli anni ottanta del XVII secolo e terminato nel 1794, come si legge nella lapide in controfacciata. Essa si presenta elegantemente decorata con stucchi settecenteschi, sulla base dei modelli fiorentini di San Gaetano e di San Filippo Neri: l'altare maggiore presenta, sugli spioventi della trabeazione, le figure della Fede e della Carità che contornano il monogramma di Cristo e vi è collocata una tela di Gaetano Ciampalini del 1942.
All'interno la Crocifissione, di fine Cinquecento, derivata da un analogo soggetto elaborato da Marcello Venusti su disegni di Michelangelo, è l'unico dipinto collocabile in un periodo precedente alle ristrutturazioni barocche. Un'altra tela raffigurante Santa Cecilia è attribuita a Giovanni Camillo Sagrestani e forse suo o della sua scuola è l'affresco della volta con la Madonna della Consolazione.

## Il monastero
Nel monastero, non visitabile poiuchè osserva ancora oggi la clausura, sono collocate opere d'arte di notevole pregio, tra le quali una tavola del XIII secolo raffigurante la Madonna in Trono col Bambino e due angeli, attribuita al Maestro della Maddalena, forse identificabile con quella lasciata alle monache nel 1692 da Apollonia Artimini per l'altare maggiore, dove è ricordata dal 1744.